# Caladenia aurantiaca
Caladenia alata é uma espécie de orquídea, família Orchidaceae, da Austrália, onde cresce isolada, em grupos pequenos, ocasionalmente em touceiras, em charnecas, florestas de eucaliptos, e bosques. Apresentam calos com ápices grandes e globulares, os basais maiores e de cores diferentes dos distais. São plantas com uma única folha basal pubescente muito estreita e uma inflorescência rija, fina e pubescente, com até cinco flores pubescentes, com labelo trilobulado. Normalmente suas sépalas laterais e pétalas ficam todas dispostas para um mesmo lado como os dedos da mão.

## Publicação e sinônimos
- Caladenia aurantiaca (R.S.Rogers) Rupp, Proc. Linn. Soc. New South Wales 71: 280 (1947).

Sinônimos homotípicos:
- Caladenia carnea var. aurantiaca R.S.Rogers, Trans. & Proc. Roy. Soc. South Australia 46: 154 (1922).
- Petalochilus aurantiacus (R.S.Rogers) D.L.Jones & M.A.Clem., Orchadian 13: 406 (2001).